# CRUD
Das Akronym CRUD [kɹʌd] umfasst die vier grundlegenden Operationen persistenter Speicher
- Create, Datensatz anlegen,
- Read oder Retrieve, Datensatz lesen,
- Update, Datensatz aktualisieren, und
- Delete oder Destroy, Datensatz löschen.

Von manchen Autoren wird alternativ das Akronym RUDI mit insert an Stelle von create verwendet.

## CRUD-Sprachkonstrukte
CRUD-Operationen können je nach Umgebung in verschiedenen Sprachkonstrukten ausgedrückt werden:
| CRUD-Operation   | SQL-92 | HTTP (REST)    |
| ---------------- | ------ | -------------- |
| Create           | INSERT | PUT oder POST  |
| Read (Retrieve)  | SELECT | GET            |
| Update           | UPDATE | PATCH oder PUT |
| Delete (Destroy) | DELETE | DELETE         |

## CRUD-Frameworks
Vielfach werden die einzelnen CRUD-Operationen mittels einer Persistenz-Schicht umgesetzt. Die Persistenz-Schicht hebt die relationale Repräsentation der einzelnen Informationen auf eine objektorientierte Ebene. Werden die einzelnen Daten-Objekte zudem in einer generischen GUI visualisiert, sodass jedes Objekt durch eine der genannten CRUD-Operationen manipuliert werden kann, so spricht man in diesem Kontext auch von einem CRUD-Framework. Die nachfolgende Illustration ist der Naked-Objects-Dokumentation entliehen und stellt den möglichen Aufbau eines solchen CRUD-Frameworks dar.

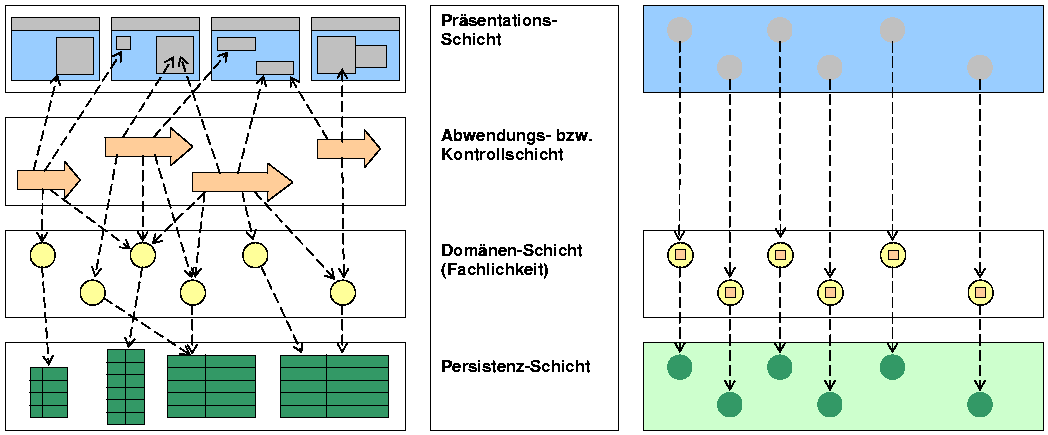
Vergleich herkömmliches Framework (links) versus CRUD-Framework (rechts) am Beispiel von Naked Objects

Oftmals handelt es sich bei der grafischen Benutzeroberfläche eines CRUD-Frameworks um ein simples HTML-Interface. Typischerweise berücksichtigt das CRUD-Framework einzelne Transaktionsschritte. Dies hat zur Folge, dass Daten nur gespeichert werden, wenn innerhalb der HTML-Oberfläche der Speichern- bzw. Weiter-Button gedrückt wurde. Ist dies der Fall, so wird letztlich die Update-Operation ausgeführt.
Das CRUD-Framework weist selbstverständlich ein äquivalentes Verhalten für die verbleibenden CRUD-Operationen auf. Es handelt sich bei einer CRUD-Operation folglich um einen atomaren Vorgang.
Atomare Operationen sind in diesem Zusammenhang von Interesse, da moderne Software-Anwendungen oftmals als Mehrbenutzersystem realisiert werden. Ein CRUD-Framework erlaubt Lesen und Schreiben eines Datensatzes auch dann, wenn beide Operationen zeitlich stark versetzt erfolgen. Trotzdem ist es anderen Personen gestattet, während dieser Zeit denselben Datensatz auszulesen. Folglich wurde der Datensatz nicht gesperrt.

### Beispiele
Hier einige Beispiele für CRUD-Implementierungen, nach Sprache bzw. Plattform gegliedert:
Java
- JDBC
- JBoss Seam
- Naked Objects for Java

PHP
- Agavi
- CakePHP
- CRUDlex
- FuelPHP[3]
- Laravel
- Qcodo
- Symfony
- Zikula
- Yii
- TYPO 3 Flow
- Extbase/Fluid

Perl
- Catalyst
- Gantry

Python
- Django
- SQLAlchemy
- TurboGears
- web2py

Groovy
- Grails

.Net-Framework/.NET
- ADO.NET
- Entity Framework

Ruby
- Ruby on Rails

Dart
- Dartabase Migration und Dartabase Model

JavaScript
- Backbone.js
- AngularJS

Embarcadero Delphi
- DataSnap